# جورج أوو
جورج أوو (بالإنجليزية: George Owu)‏ (مواليد 7 يوليو 1982) هو لاعب كرة قدم. يلعب مع منتخب غانا لكرة القدم. سبق له أن لعب في كأس العالم لكرة القدم مع منتخب بلاده.

## روابط خارجية
- جورج أوو على موقع الاتحاد الدولي (مؤرشف)  (الإنجليزية)
- جورج أوو على موقع قاعدة بيانات كرة القدم.إي يو (الإنجليزية)
- جورج أوو على موقع ناشيونال فوتبول تيمز (الإنجليزية)
- جورج أوو على موقع عالم كرة القدم.نت (الإنجليزية)
- جورج أوو على موقع كووورة
- جورج أوو على موقع أوليمبيديا (الإنجليزية)